# Taiwanese presidentsverkiezingen 2016
De Taiwanese presidentsverkiezingen 2016, officieel de presidents- en vicepresidentsverkiezingen in de Republiek China genoemd, werden op 16 januari 2016 gehouden op Taiwan. Zittend president Ma Ying-jeou kon zich na twee termijnen niet opnieuw herkiesbaar stellen. Tsai Ing-wen van de Democratische Progressieve Partij (DPP) werd gekozen tot president met ruim 56% van de stemmen. Zij versloeg hierbij haar rivaal Eric Chu van de Kwomintang (KMT), de partij van Ma Ying-jeou, en werd daarmee de eerste vrouwelijke president van de Republiek China.

## Achtergrond
De presidentskandidaten en hun vicepresidentskandidaten worden gezamenlijk gekozen voor een termijn van vier jaar, door middel van een relatieve meerderheid. De winnaar is de kandidaat met het hoogste aantal stemmen.
De president deelt zijn uitvoerende macht met de premier, die fungeert als het hoofd van het kabinet, de Uitvoerende Yuan. De premier wordt benoemd door de president, maar kan met een motie van wantrouwen worden ontslagen door het Taiwanese parlement, de Wetgevende Yuan. Er is grondwettelijk geen duidelijke scheiding tussen de bevoegdheden van de president en die van de premier.
Deze verkiezingen zijn de zesde directe verkiezingen sinds 1996. Daarvoor werden de president en vicepresident indirect gekozen door de Nationale Assemblée.
De regering van de Republiek China claimt formeel het gezag over het vasteland van China en enkele grondgebieden daarbuiten. In werkelijk heeft zij alleen het gezag over het eiland Taiwan en enkele omringende eilanden. Ondanks dat de verkiezingen dus plaatsvinden in de Republiek China, worden zij in feite slechts gehouden op het grondgebied dat daadwerkelijk onder gezag staat van de Republiek China.

## Aanloop
Naast de zorgen over de economische groei is, zoals in voorgaande Taiwanese presidentsverkiezingen, de relatie met de Volksrepubliek China een belangrijk verkiezingsthema. Tijdens het presidentschap van Ma Ying-jeou zijn de banden tussen Taiwan en het vasteland van China aangehaald. De KMT staat achter het Een-Chinabeleid, waarbij zowel de Volksrepubliek China als de Republiek China van mening zijn dat het vasteland van China en Taiwan als een geheel dienen te worden beschouwd. Zowel de regering in Beijing als die in Taipei zien zichzelf daarbij als de enige, rechtmatige regering van China.

### Zonnebloembeweging
Het beleid van president Ma heeft onder meer op dit onderwerp voor ontevredenheid gezorgd onder een deel van de Taiwanese bevolking. Een van de climaxen die deze ontevredenheid voortbracht, was de Zonnebloembeweging (en) in 2014. Dit was een drie-weken-durend studentenprotest tegen een handelsovereenkomst die president Ma wilde sluiten met de Volksrepubliek China. Voorstanders zagen hierin een mogelijke boost voor de Taiwanese economie. Tegenstanders vreesden een te nauwe band met het vastland en daardoor meer invloed vanuit Beijing. Daarnaast vonden ze dat president Ma en de KMT de overeenkomst door wilden drukken zonder een grondige behandeling door een parlementaire commissie van de Wetgevende Yuan, wat de KMT en oppositiepartij DPP hadden afgesproken. Dit leidde tot de bezetting van de plenaire zaal van de Wetgevende Yuan ten tijde van de demonstraties en de roep om het intrekken van de handelsovereenkomst. De onderhandelingen tussen de KMT en de DPP liepen uiteindelijk vast en de DPP weigerde vervolgens verder te onderhandelen.
De DPP is in tegenstelling tot de KMT voor een meer onafhankelijke koers van Taiwan ten opzichte van het vasteland van China, inclusief het streven naar formele onafhankelijkheid van Taiwan. Zij stond tijdens de demonstraties dan ook aan de kant van de studenten. Desondanks benadrukte presidentskandidate Tsai Ing-wen de roep om onafhankelijkheid niet. De Volksrepubliek China is fel gekant tegen een onafhankelijk Taiwan. Een eenzijdige onafhankelijkheidsverklaring van Taiwan zou voor de Volksrepubliek China een oorlogsverklaring betekenen.

### Chou Tzu-yu-incident
Tijdens de verkiezingscampagne werden de gevoeligheden over dit onderwerp nogmaals zichtbaar door een ander incident. Chou Tzu-yu, een bekende Taiwanese K-popzangeres, verscheen in een Zuid-Koreaans tv-programma met de vlaggen van Zuid-Korea en de Republiek China in haar hand. Daarbij introduceerde zij zichzelf als een Taiwanese. Dit wekte woede op het vasteland van China. Chou werd beschuldigd van het streven naar een onafhankelijk Taiwan. Als gevolg hiervan verbraken bedrijven op het vasteland van China de samenwerking met Chou en schorste haar Zuid-Koreaanse platenmaatschappij haar activiteiten.
Op 15 januari 2016, een dag voor de verkiezingen, bood haar platenmaatschappij haar excuses aan en toonde een video van Chou. In deze video bood ook zij haar verontschuldigingen aan, omarmde ze het Een-Chinabeleid en sprak ze haar trots uit voor haar Chinese identiteit, wat volgens critici onder druk zou zijn gebeurd. Op hun beurt leidden deze verontschuldigingen een dag later, op de dag van de stemming, tot ophef in Taiwan. Alle drie de presidentskandidaten spraken hun steun uit voor Chou en ook president Ma verklaarde dat er geen reden was voor verontschuldigingen aan het vasteland van China. Peilingen wezen uit dat dit incident in het voordeel heeft gewerkt van Tsai.

## Uitslag
| Partij                        | Partij                        | Partij                                       | Kandidaat                     | Kandidaat                     | Kandidaat                     | Kandidaat                     | Stemmen    | %      | Gekozen |
| Partij                        | Partij                        | Partij                                       | President                     | President                     | Vicepresident                 | Vicepresident                 | Stemmen    | %      | Gekozen |
| ----------------------------- | ----------------------------- | -------------------------------------------- | ----------------------------- | ----------------------------- | ----------------------------- | ----------------------------- | ---------- | ------ | ------- |
|                               |                               | Kwomintang 中國國民黨                        |                               | Eric Chu 朱立倫               |                               | Wang Ju-hsuan 王如玄          | 3.813.365  | 31,04% |         |
|                               |                               | Democratische Progressieve Partij 民主進步黨 |                               | Tsai Ing-wen 蔡英文           |                               | Chen Chien-jen 陳建仁         | 6.894.744  | 56,12% |         |
|                               |                               | People First Party 親民黨                    |                               | James Soong 宋楚瑜            |                               | Hsu Hsin-ying 徐欣瑩          | 1.576.861  | 12,84% |         |
| Totaal aantal geldige stemmen | Totaal aantal geldige stemmen | Totaal aantal geldige stemmen                | Totaal aantal geldige stemmen | Totaal aantal geldige stemmen | Totaal aantal geldige stemmen | Totaal aantal geldige stemmen | 12.284.970 | 100%   |         |
| Ongeldige stemmen             | Ongeldige stemmen             | Ongeldige stemmen                            | Ongeldige stemmen             | Ongeldige stemmen             | Ongeldige stemmen             | Ongeldige stemmen             | 163.332    |        |         |
| Stemgerechtigden en opkomst   | Stemgerechtigden en opkomst   | Stemgerechtigden en opkomst                  | Stemgerechtigden en opkomst   | Stemgerechtigden en opkomst   | Stemgerechtigden en opkomst   | Stemgerechtigden en opkomst   | 18.782.991 | 66,27% |         |